# Pachyramphus aglaiae
El anambé degollado (Pachyramphus aglaiae), también conocido vulgarmente como cabezón cuellirosado (en Honduras), cabezón degollado (en México), cabezón gorgirrosado (en Nicaragua), cabezón plomizo (en Costa Rica y Panamá), mosquero cabezón piquigrueso o mosquero-cabezón degollado (en México), es una especie de ave paseriforme perteneciente a la familia Tityridae. Este género ha sido emplazado tradicionalmente en la familia Cotingidae o Tyrannidae, pero serias evidencias sugieren que su mejor lugar es Tityridae, donde ahora la emplaza la SACC.

## Distribución y hábitat
Se encuentran desde el sudeste de Arizona y extremo sur de Texas de los Estados Unidos hasta el oeste de Panamá. La cría es local y esporádica en los EE. UU., y se vuelve más regular en México. Las aves son normalmente residentes permanentes, pero que ninguna de las aves que se encuentran en los EE. UU. se retiran en el invierno.
Las características más distintivas de esta ave es el dorsal del cuello de color rosa en los machos adultos. Los machos son en su mayoría de color gris, con un lado superior y un contraste más oscuro inferior de color gris pálido. Los machos también muestran una corona de color negro. Las hembras son en su mayoría de color café, con una cara dorsal marrón oxidado, y una parte inferior más pálida. La corona es de color gris oscuro, no tan impresionantes como en los machos. Su llamada siempre es un triste "seeeeuuuwww".
Generalmente se encuentran en las zonas ribereñas de los bosques de pino-encino y bosques siempreverdes. Hacen un gran nido globular, por lo general colgado de una rama de un árbol. El orificio de entrada se encuentra en la parte inferior. La hembra pone de tres a cuatro huevos.
Se alimenta principalmente de insectos , que recogerá de la vegetación, pero también caza algunos en vuelo. También se alimenta de bayas y semillas .

## Subespecies
- Pachyramphus aglaiae aglaiae (Lafresnaye, 1839)
- Pachyramphus aglaiae albiventris (Lawrence, 1867)
- Pachyramphus aglaiae gravis (Van Rossem, 1938)
- Pachyramphus aglaiae hypophaeus (Ridgway, 1891)
- Pachyramphus aglaiae insularis (Ridgway, 1887)
- Pachyramphus aglaiae latirostris Bonaparte, 1854
- Pachyramphus aglaiae sumichrasti (Nelson, 1897)
- Pachyramphus aglaiae yucatanensis (Ridgway, 1906)